# 2008年7月逝世人物列表
2008年逝世人物列表：1月 - 2月 - 3月 - 4月 - 5月 - 6月 - 7月 - 8月 - 9月 - 10月 - 11月 - 12月
2008年7月逝世人物列表，是用于汇总2008年7月期间逝世人物的列表。

## 依日期排序

### 7月2日
- 白文正，56歲，台灣寶來金融集團創辦人，跳海自殺。[1][2]

### 7月3日
- 拉瑞·哈蒙（Larry Harmon），83歲，美國人，現代小丑形象推廣者。[3][4]

### 7月4日
- 傑西·赫爾姆斯（Jesse Helms），86歲，美國共和黨政治家，曾五任北卡羅萊納州參議員（1973年－2003年），任內曾當美國外交關係委員會主席。[5][6]
- 查爾斯·惠勒爵士（Sir Charles Wheeler），85歲，英國記者，曾任職BBC。[7]
- 屠景明，86歲，中國象棋名宿。[8]
- 伊夫林·凱斯（英语：Evelyn Keyes），91歲，美國女演員，曾在1939年電影《亂世佳人》擔演蘇倫·奧哈拉（Suellen O'Hara）一角。[9][10][11]

### 7月5日
- 釋玄光（Thích Huyền Quang），88歲。越南異見僧人。[12]

### 7月8日
- 約翰·鄧普頓爵士（Sir John Templeton），95歲，英籍慈善家及商人，1992年售出其增長基金公司，組成富蘭克林鄧普頓投資有限公司。[13][14][15]

### 7月9日
- 王光復，90歲，中國抗日名將，中華民國空軍王牌飛行員，劉少奇夫人王光美胞兄。[16][17]
- 蔡至永（Gerald Tsai Jr.）79歲，美籍華裔金融家，有「華爾街金融之王」之稱。[18][19][20]
- 陈忠志，74歲，中國長安畫派代表畫家，西安美術學院教授。[21]

### 7月10日
- 戶塚洋二（戸塚洋二），66歲，日本粒子物理學家，東京大學教授。[22]

### 7月11日
- 李玉茹，84歲，中國京劇表演藝術家，文學家曹禺遺孀。[23][24]
- 米高·德貝基（Michael DeBakey），99歲，美國醫生，開發人造心臟及心臟泵等儀器的先行者，心臟搭橋手術始創者。[25]
- 羅田廣，55歲，中國外交部領事司司長，中國駐日本大阪總領事。[26][27][28]
- 姚福生，76歲，中國航母發動機專家[29]，中國工程院院士、動力機械學家和汽輪機專家、教育家、北京航空航天大學教授。[30][31]

### 7月12日
- 東尼·史諾（Tony Snow），53歲，美國時事評論家，2006年5月至2007年6月間出任白宮發言人。[32][33]
- 蔡兆陽，67歲，前中華民國交通部部長。自由時報
- 奧莉薇·賴利（英语：Olive Riley），108歲，澳洲女人瑞[34]，據信為世界最老的部落客（blogger）。[35]

### 7月14日
- 翁執中，59歲，新加坡國會議員。[36]

### 7月15日
- 唐敖慶，92歲，中國著名化學家、教育家。[37][38]
- 查爾斯·H·喬夫（Charles H. Joffe），78歲，美國荷里活知名製片人。[39][40]
- 謝文杜·明高斯（German Dominguez），23歲，意大利足球員，森多利亞中場。星島日報[永久]

### 7月16日
- 任建華，49歲，香港華人置業集團高層。[41]
- 巴杜卡·阿末巴斯里，68歲，馬來西亞拿督，馬來西亞足總副會長，吉打足球名宿。光華日報（页面存档备份，存于）

### 7月17日
- 塔姆沃思的亨特勳爵（Lord Hunt of Tanworth），88歲，英國公務員，1973年至1979年出任內閣秘書。[42][43]
- 莉拉·特雷西塔·阿旺萨，尼加拉瓜第一夫人（2002-2007），恩里克·博拉尼奥斯总统的妻子。[44]

### 7月18日
- 蔣學模，90歲，中國經濟學家，復旦大學經濟學院教授。[45]

### 7月21日
- 斯多克斯勳爵（Lord Stokes），94歲，英國工業實業家，1964年至1968年任英國利蘭主席。[46][47]

### 7月22日
- 張生瑜，39歲，同仁堂股份董事長。[48][49]
- 维克托·麦库西克，87岁，美国内科医师、医学遗传学家。[50]

### 7月23日
- 鄧長禧，54歲，已故歌手鄧麗君胞弟。[51][52][53]

### 7月24日
- 艾迪·戴維森（Eddie Davidson），35歲，美國罪犯，曾替公司大量散發垃圾郵件，有「垃圾郵件大王」之稱。[54]

### 7月25日
- 蘭迪·波許（Randy Pausch），47歲，卡內基梅隆大學教授。[55]

### 7月27日
- 羅素-約翰遜勳爵（Lord Russell-Johnson），英國蘇格蘭自由民主黨政治家。[56]

### 7月28日
- 阿纳托利·佳日洛夫（俄語：Анатолий Тяжлов），前莫斯科州州长。[57]

### 7月29日
- 布鲁斯·爱德华兹·艾文斯（英语：Bruce Edwards Ivins），美国微生物学家，因涉嫌参与2001年炭疽袭击，吸毒过量自杀。[58]
- 瓦雷勳爵（Lord Varley），英國政治家，工業大臣（1975年－1979年）。[59]